# Ривас
Ривас (шпански изговор: [ˈриβас]) је град и општина на југозападу Никарагве на истоименој превлаци. Главни град је главни град департмана Ривас и административни центар за околну истоимену општину. Има око 55 хиљада становника.

## Клима
Ривас има тропску саванску климу (Копенова класификација климе Aw) са кратком сушном сезоном од јануара до априла и дуготрајном влажном сезоном од маја до октобра. Температуре остају стабилне током целе године, а сушна сезона је мало хладнија и креће се од 25,5 °C (77,9 °F) у јануару до 27,7 °C (81,9 °F) у мају. Просечна годишња количина падавина је 1.345 mm (53 in).
| Клима Риваса, Никарагва       | Клима Риваса, Никарагва | Клима Риваса, Никарагва | Клима Риваса, Никарагва | Клима Риваса, Никарагва | Клима Риваса, Никарагва | Клима Риваса, Никарагва | Клима Риваса, Никарагва | Клима Риваса, Никарагва | Клима Риваса, Никарагва | Клима Риваса, Никарагва | Клима Риваса, Никарагва | Клима Риваса, Никарагва | Клима Риваса, Никарагва |
| Показатељ \ Месец             | .Јан.                   | .Феб.                   | .Мар.                   | .Апр.                   | .Мај.                   | .Јун.                   | .Јул.                   | .Авг.                   | .Сеп.                   | .Окт.                   | .Нов.                   | .Дец.                   | .Год.                   |
| ----------------------------- | ----------------------- | ----------------------- | ----------------------- | ----------------------- | ----------------------- | ----------------------- | ----------------------- | ----------------------- | ----------------------- | ----------------------- | ----------------------- | ----------------------- | ----------------------- |
| Максимум, °C (°F)             | 28,7 (83,7)             | 26,6 (79,9)             | 30,9 (87,6)             | 31,8 (89,2)             | 31,7 (89,1)             | 30,0 (86)               | 29,5 (85,1)             | 29,8 (85,6)             | 29,8 (85,6)             | 29,5 (85,1)             | 29,1 (84,4)             | 28,7 (83,7)             | 29,68 (85,42)           |
| Просек, °C (°F)               | 25,5 (77,9)             | 26,0 (78,8)             | 27,0 (80,6)             | 26,4 (79,5)             | 27,7 (81,9)             | 26,7 (80,1)             | 26,4 (79,5)             | 26,6 (79,9)             | 26,2 (79,2)             | 26,3 (79,3)             | 26,1 (79)               | 25,6 (78,1)             | 26,38 (79,48)           |
| Минимум, °C (°F)              | 23,0 (73,4)             | 23,2 (73,8)             | 23,9 (75)               | 24,8 (76,6)             | 24,9 (76,8)             | 24,3 (75,7)             | 24,3 (75,7)             | 24,1 (75,4)             | 23,6 (74,5)             | 23,8 (74,8)             | 23,8 (74,8)             | 23,4 (74,1)             | 23,92 (75,05)           |
| Количина падавина, mm (in)    | 8 (0,31)                | 4 (0,16)                | 3 (0,12)                | 10 (0,39)               | 172 (6,77)              | 225 (8,86)              | 151 (5,94)              | 181 (7,13)              | 265 (10,43)             | 209 (8,23)              | 87 (3,43)               | 30 (1,18)               | 1,345 (52,95)           |
| Дани са кишом (≥ 1.0 mm)      | 2                       | 1                       | 0                       | 1                       | 10                      | 16                      | 14                      | 15                      | 22                      | 17                      | 10                      | 5                       | 113                     |
| Сунчани сати — месечни просек | 229,4                   | 228,8                   | 244,9                   | 231,0                   | 195,3                   | 141,0                   | 148,8                   | 161,2                   | 147,0                   | 173,6                   | 186,0                   | 207,7                   | 2.294,7                 |
| Извор: Hong Kong Observatory  |                         |                         |                         |                         |                         |                         |                         |                         |                         |                         |                         |                         |                         |

## Економија
Главне економске активности су пољопривреда и сточарство. 1996. године засађено је 20.817 јабука са кукурузом, шећерном трском, мусацеае и пасуљем. У општини постоји 61.500 грла стоке посвећених производњи млека и меса са приносом од 3 литре млека по грлу. Производња меса користи се за локалну потрошњу и, у већем проценту, користи се за комерцијализацију са другим регионима земље.

## Историја
У Ривасу су се одиграле две чувене битке у средњоамеричком рату против филибустера Вилијама Вокера.
У првој бици код Риваса, Вилијам Вокер и снаге демократске стране напале су град Ривас 29. јуна 1855. године и поражене су од снага легитимистичке стране. Окршај, на којем су били представљени Никарагванци са обе стране, упамћен је по херојском деловању никарагванског учитеља Енмануела Монгала и Рубија и радника Фелипеа Нерија Фајарда који су се добровољно пријавили да запале кућу дон Макима Еспинозе, где су били заштићени филибустери.
У другој бици код Риваса, која се одиграла 11. априла 1856, снаге војске Костарике, коју је лично предводио председник Хуан Рафаел Мора Порас, победиле су снаге Вокера, са великим бројем жртава. Касније је војска Костарике, десеткована епидемијом колере морбус, морала да напусти град, који су поново заузели филибустери.
Трећа битка код Риваса, 3. марта 1857. године, била је напад централноамеричких савезничких снага на град Ривас, Вокерово седиште, без успеха.
У четвртој бици код Риваса, која се одиграла 11. априла 1857, удружене снаге пет централноамеричких земаља, предвођене костаричким генералом Хосеом Хоакином Мора Порасом, покушале су да заузму град, где су се налазиле трупе филибустера лично од Вокера. После четири сата борбе, централноамеричке снаге морале су да се повуку са великим бројем жртава, пре јаке ватре филибустера.
Упркос чињеници да је то била филибустерска победа, четврта битка на Ривасу била је последња важна борба у Никарагванском националном рату, пошто се 1. маја 1857. Валкер предао америчком капетану Чарлсу Дејвису, чији је брод Сен Марис био усидрен у Сан Хуан дел Сур. Генерал Мора је прихватио капитулацију, а Вокер је напустио територију Средње Америке уз све ратне почасти.